# Metropolia utrechcka

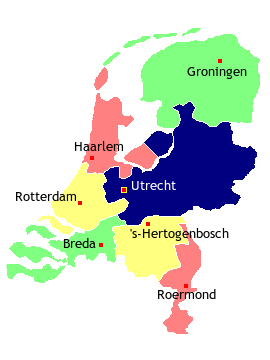
Metropolia utrechcka

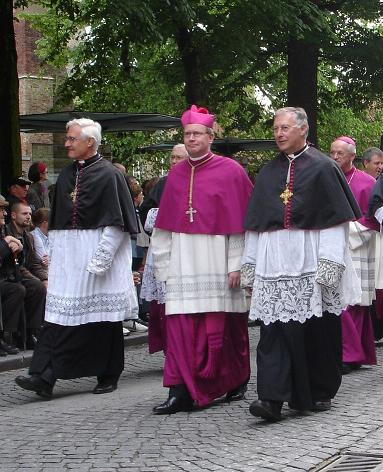
abp Willem Jacobus Eijk, metropolita utrechcki i prymas Holandii

Metropolia utrechcka – metropolia obrządku łacińskiego w Kościele katolickim w Holandii.

## Dane ogólne[1]
- Powierzchnia: 41 526 km²
- Ludność: 17 475 000
  - Katolicy: 4 854 000
  - Udział procentowy: 27,8%
- Księża:
  - diecezjalni: 769
  - zakonni: 689
- Zakonnicy: 508
- Siostry zakonne: 3113

## Geografia
Metropolia utrechcka obejmuje swoim zasięgiem obszar całej Holandii.

## Historia
Metropolia utrechcka została założona 12 maja 1559 po podniesieniu do rangi archidiecezji biskupstwa utrechckiego, któremu jako sufraganię przydzielono biskupstwa w: Haarlem, ’s-Hertogenbosch, Middelburg, Deventer, Leeuwarden i Groningen.
W XVI wieku w czasie reformacji struktura metropolii została całkowicie zniszczona przez zyskujący poparcie lokalnej społeczności oraz władców terytorialnych kalwinizm. W 1580 władze Republiki Zjednoczonych Prowincji oficjalnie zlikwidowały struktury kościelne w północnych Niderlandach.
Metropolia utrechcka została odtworzona 6 lutego 1936 przez papieża Piusa XI. Objęła ona swoim zasięgiem całą Holandię, a arcybiskupowi metropolicie potwierdzono prawo do używania tytułu prymasa Holandii.

## Podział administracyjny
1. Archidiecezja utrechcka
2. Diecezja bredzka
3. Diecezja Groningen-Leeuwarden
4. Diecezja Haarlem-Amsterdam
5. Diecezja Roermond
6. Diecezja Rotterdam
7. Diecezja 's-Hertogenbosch

## Metropolici, Prymasi Holandii
- 1936–1955: kard. Jan de Jong
- 1955–1975: kard. Bernardus Johannes Alfrink
- 1975–1983: kard. Johannes Willebrands
- 1983–2007: kard. Adrianus Simonis
- od 2007: kard. Willem Jacobus Eijk